# Jens Hirschberg (Basketballspieler)
Jens Hirschberg (* 18. April 1988 in Heppenheim) ist ein ehemaliger deutscher Basketballspieler.

## Werdegang
Hirschberg wuchs in Mannheim auf, spielte Fußball und Handball, bei der Ladenburger Sportvereinigung begann er mit zwölf Jahren mit dem Basketballsport. In der Saison 2006/07 bestritt der Flügelspieler erste Einsätze für die SG Mannheim in der Regionalliga. Ab der Saison 2007/08 spielte er ebenfalls in der Regionalliga für die SG Heidelberg/Kirchheim und zusätzlich mittels Doppellizenz für den USC Heidelberg in der 2. Bundesliga ProA. Für diese beiden Mannschaft lief Hirschberg bis 2010 auf, in der Saison 2010/11 erhielt er aus Altersgründen kein Zweitspielrecht mehr und entschied sich für die SG Heidelberg/Kirchheim. Mit 19,2 Punkten je Begegnung gehörte Hirschberg in diesem Spieljahr zu den führenden Korbschützen der Regionalliga Südwest.
In der Sommerpause 2011 nahm er ein Angebot der White Wings Hanau an, die gerade in die 2. Bundesliga ProB aufgestiegen waren. 2012 wechselte Hirschberg innerhalb der Liga von Hanau zu den Licher BasketBären und 2013 zum SC Rist Wedel (Nordgruppe der 2. Bundesliga ProB). Er wurde 2015 mit der Mannschaft ProB-Vizemeister. Nach dem Abschluss der Saison 2017/18 verließ Hirschberg Rist Wedel und zog sich aus dem Leistungsbasketball zurück. Hirschberg schloss sich anschließend im Amateurbereich der dritten Mannschaft des Eimsbütteler TV an.